# 裘英俊
裘英俊，是津派相声的新近代表人物之一，一直在和于丹（相声演员）合作。
裘英俊是南开大学经济学院的学生，自幼在相声方面就有爱好，少时（1994年）曾参加天津人民广播电台儿童台元旦特别节目，作为嘉宾主持。后（1998年3月）利用业余时间进入天津市少儿曲艺学校，随李金宽、郝辰、刘国器等老师学习相声艺术。1998年至2004年之间曾多次参加各种比赛和活动，并有获奖。
裘英俊现在在天津人民广播电台担任主持人、编辑，主要节目有相声广播《包袱抖不完》、文艺广播《每日相声》等。在国乐相声团，与于丹搭档共同表演。
其代表作品《做人要厚道》、《做人要低调》、《八大吉祥》、《吃元宵》等。